# Festival de Saint-Sébastien 2002
Le festival international du film de Saint-Sébastien 2002, 50e édition du festival (50 Festival de San Sebastián ou 50 Donostiako Zinemaldia), s'est tenu du 19 au 28 septembre 2002.

## Jury officiel
- Wim Wenders (Président)
- Ariane Ascaride
- Mariano Barroso
- Renato Berta
- prince Chatrichalerm Yukol
- Mirtha Ibarra (es)
- Angela Pope

## Sélection

### En compétition
- Les Lundis au soleil (Los lunes al sol) de Fernando León de Aranoa
- Historias mínimas de Carlos Sorín
- Aro Tolbukhin. En la mente del asesino de Agustí Villaronga
- Auto Focus de Paul Schrader
- Lugares comunes de Adolfo Aristarain
- Le Crime du père Amaro (El crimen del padre Amaro) de Carlos Carrera
- L'Homme de la riviera (The Good Thief) de Neil Jordan
- Le Chant de l'hiver (Ghat e-ye zemestani) de Farhad Mehranfar
- El Leyton: Hasta que la muerte nos separe de Gonzalo Justiniano
- The Sea (Hafið) de Baltasar Kormákur
- La Vie promise de Olivier Dahan
- L'Amant (Любовник, Lyoubovnik) de Valeri Todorovski
- Octavia (en) de Basilio Martín Patino
- Open Hearts (Elsker dig for evigt) de Susanne Bier
- Pigs Will Fly de Eoin Moore
- La mer regarde (海は見ていた, Umi wa miteita?) de Kei Kumai
- L'Enfant au violon (和你在一起, hé nǐ zài yīqǐ) de Chen Kaige
- Paï (Whale Rider) de Niki Caro

## Palmarès
- Coquille d'or : Les Lundis au soleil de Fernando León de Aranoa
- Prix spécial du jury : Historias mínimas de Carlos Sorín
- Coquille d'Argent du meilleur réalisateur : Chen Kaige pour L'Enfant au violon
- Coquille d'Argent de la meilleure actrice : Mercedes Sampietro pour Lugares comunes
- Coquille d'Argent du meilleur acteur : Liu Peiqi (en) pour L'Enfant au violon
- Prix du jury de la meilleure photographie : Sergey Mikhalchuk pour L'Amant
- Prix du jury du meilleur scénario : (ex æquo) Adolfo Aristarain pour Lugares comunes et Guennadi Ostrovski pour L'Amant

## Prix Donostia
Jessica Lange, Bob Hoskins, Dennis Hopper